# Zizi Lambrino
Joanna Marie Valentina Lambrino, detta Zizi (Roman, 3 ottobre 1898 – Parigi, 11 marzo 1953), è stata la prima moglie del futuro re Carlo II di Romania. I due ebbero un figlio, Carol, nato a Bucarest nel 1920.

## Biografia
Joanna Lambrino nacque a Roman il 3 ottobre 1898 in una famiglia discendente da Michele I Rangabe. Suo padre era il colonnello e poi generale Constantin Lambrino e sua madre era Euphrosine Alcaz. Joanna Lambrino incontrò il principe Carlo, figlio di re Ferdinando I di Romania e della regina Maria di Sassonia-Coburgo-Gotha, a Iași nel 1918, durante la prima guerra mondiale. La corte reale romena era fuggita da Bucarest a Iași per tenersi lontano dal fronte, ormai prossimo alla capitale. Il giornalista A. L. Easterman scriverà più tardi che "Carlo si innamorò ardentemente e non si diede la pena di dissimularlo", questo nonostante l'evidente disapprovazione della corte reale per la sua relazione con una cittadina comune. Nonostante questo ci sono diverse fotografie di Zizi Lambrino e del principe Carlo presso le residenze della famiglia reale insieme ad altri membri della casa reale romena. Lulu, il fratello di Zizi, fu uno dei migliori amici di Carlo e la loro corrispondenza continuò per tutta la vita.
A causa della disapprovazione dei suoi genitori, Carlo e Joanna attraversarono clandestinamente la frontiera con l'Ucraina e si sposarono nella cattedrale ortodossa di Odessa il 31 agosto 1918, in presenza di alcuni testimoni. I genitori di Carlo erano furiosi. Il re ordinò che fosse custodito in stretto confino nel monastero di Bistrita per settantacinque giorni. Il primo ministro Ion I. C. Brătianu praticamente accusò il principe di alto tradimento. Carlo minacciò di rinunciare al suo diritto alla successione e, quando nell'agosto del 1919 la Corte suprema rumena definì il matrimonio incostituzionale e illegittimo e lo annullò, Carlo firmò il documento di rinuncia. Tuttavia, come scrive Easterman, "astutamente attirò altre donne giovani e attraenti dal suo punto di vista in società" e che ciò "corrose i suoi rapporti con la moglie".
Carlo e Zizi Lambrino ebbero un figlio, Mircea Gregor Carol Lambrino. Nel 1921, dopo il matrimonio di Carlo con la principessa Elena di Grecia, Zizi, su insistenza delle autorità rumene, si trasferì a Neuilly, in una casa comprata per lei. Carlo e il governo rumeno continuarono a pagare i 110 000 franchi di alimenti a Lambrino e al figlio nel loro esilio francese.
Zizi Lambrino morì a Parigi l'11 marzo 1953.

## Discendenti
Suo figlio, Mircea Gregor Carol Lambrino, fu chiamato così in memoria del principe Mircea di Romania, fratello minore di Carlo, che era morto quattro anni prima. Normalmente utilizzava il terzo nome. Carol si sposò tre volte; la prima volta con la cantante d'opera Hélène Nagavitzine, che gli diede un figlio, Paul-Philippe Hohenzollern. Poi sposò Jeanne Williams da cui ebbe un figlio, Ion Nicolas George Alexander Hohenzollern. Nel 1984 si sposò per la terza volta con Antonia Colville.
In risposta ad una richiesta avanzata dal primo nipote Paul, nel 1996 un tribunale rumeno stabilì che il suo matrimonio era legale. Questo pone un'ombra sullo status di figlio legittimo di Carlo del re Michele I di Romania poiché, se il matrimonio di Carlo con Zizi Lambrino fosse valido, nullo sarebbe quello successivo con Elena di Grecia, madre di re Michele.
ChivalricOrders.org vede questo come un'ombra molto leggera: "La legittimità dell'annullamento del matrimonio rimase incontrastata non solo in quel momento, ma più significativamente ancora dopo che Carlo divenne re, in quanto non tentò di annullare questo atto né di dichiarare suo figlio Mircea Gregor Carol Lambrino legittimo. Nessuno dei due vide mai Mircea come suo erede. Inoltre, l'annullamento, anche se contestato da Carlo al momento della sentenza, fu riconosciuto da lui stesso dato che si risposò due volte".